# Billy Higgins
Billy Higgins (Los Angeles, 1936. október 11. – Inglewood, 2001. május 3.) amerikai dzsesszdobos.

## Pályafutása
Higgins Bo Diddley, Amos Milburn és Jimmy Witherspoon irányításval blueszenészként kezdte a dobolást. 1953-ban csatlakozott barátja együtteséhez, a Don Cherry Jazz Messiahs-hoz. 1956 körül Lucky Thompsonnal és Red Mitchellel dolgozott. Ez idő alatt találkozott a még ismeretlen Ornette Colemannel, akinek debütáló nagylemezén a dobolt (1958)). 1959-ben Colemannal New Yorkba ment, ahol 1961-ig dolgozott vele.
Később főként stúdiózenészként tevékenykedett Thelonious Monk, Dexter Gordon, Jackie McLean, Lee Morgan és Archie Shepp mellett. Gyakori partnere volt Cedar Waltonnak is. Az 1970-es évek elején Bill Lee-vel és Bill Hardmannel vezetett egy fúvós társulatot.
1978-ban Los Angelesben a következő évben zenekarvezetőként kiadta első nagylemezét.
Fellépett Joe Hendersonnal és Slide Hamptonnal is. 1986-ban Dexter Gordon oldalán dolgozott a Bertrand Tavernier Round Midnight című filmjében. 1987-ben turnézott Ornette Colemannel, Don Cherryvel és Charlie Hadennel, aminek eredményeként megszületett az „In All Languages” stúdióalbum.
Egy évvel később Kamau Daaood költővel megalapította a World Stage-t, egy kulturális központot, ahol olyan zenészek támogatásával, mint Ron Carter, Kenny Barron, Barry Harris és Geri Allen, koncerteket és workshopokat szervezett fiatal jazz-zenészek számára. Dzsesszzenét is tanított a Kaliforniai Egyetemen.

## Lemezválogatás
- Go! (1962), és Dexter Gordon
- Dippin (1965) és Hank Mobley
- A Caddy for Daddy (1965), és Hank Mobley
- Hi Voltage (1967), és Hank Mobley
- The Soldier (1979) és Cedar Walton, Walter Booker, Roberta Davis, Monty Waters
- Soweto (1979) és Bob Berg, Cedar Walton, Tony Dumas
- Rejoicing (1981), és Pat Metheny, Charlie Haden
- Mr. Billy Higgins (1984) és Gary Bias, Tony Dumas, Bill Henderson
- Billy Higgins Quintet (1987) és Harold Land, Cedar Walton, Oscar Brashear, David Williams
- Quartet West (1987) és Charlie Haden
- 3/4 for Peace és Harold Land, Bill Henderson, Jeff Littleton
- Which Way Is East (2001) és Charles Lloyd

## Fordítás
Ez a szócikk részben vagy egészben  a   Billy Higgins című német Wikipédia-szócikk ezen változatának fordításán alapul.  Az eredeti cikk szerkesztőit annak laptörténete sorolja fel. Ez a jelzés csupán a megfogalmazás eredetét és a szerzői jogokat jelzi, nem szolgál a cikkben szereplő információk forrásmegjelöléseként.